# Abadía de Fontenay

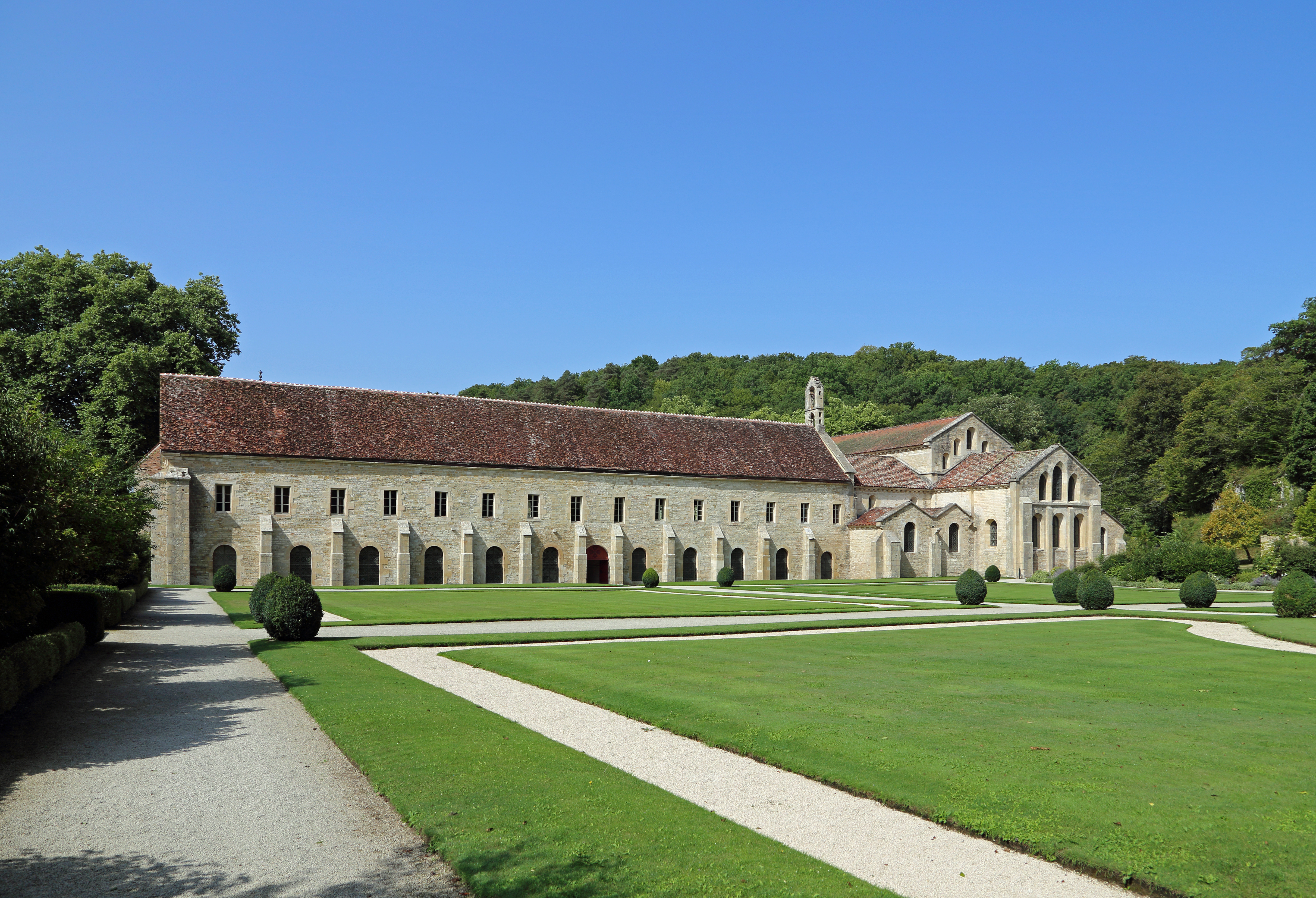
Exterior de la abadía.

La abadía de Fontenay es una abadía francesa de Marmagne (departamento de Côte-d'Or), uno de los monasterios más emblemáticos de toda la arquitectura cisterciense. Bernardo de Claraval lo fundó mediante filiación, enviando monjes de su abadía de Claraval, y su construcción, muy bien conservada, sirvió de modelo durante la importante expansión cisterciense en Europa en los dos siglos posteriores.

## Historia
La abadía de Fontenay era de la orden cisterciense y está situada en Francia, cercana al río Brenne, en la región de Borgoña. Fue fundada en 1119 mediante el sistema cisterciense de filiación por la abadía de Claraval. La consagración de la iglesia fue realizada en 1147 por el papa Eugenio III, antiguo monje cisterciense en Claraval, en una ceremonia fabulosa a la que asistieron también diez cardenales, ocho obispos y todos los abades del Císter.  En 1170 una bula del papa Alejandro III confirmó a la abadía en sus bienes y posesiones.
Fontenay se construyó simultáneamente a Claraval II y ambas fueron las dos primeras abadías cistercienses construidas en piedra y en las que se concretó la estética cisterciense. En las dos intervino de forma decisiva Bernardo de Claraval, ya que de Claraval era su abad y Fontenay era filial suya. Él fue el inspirador de ambas construcciones, de sus soluciones formales y de su estética. Estas dos construcciones fueron el modelo de abadía durante la importantísima expansión cisterciense en los dos siglos posteriores, llegando a tener setecientas abadías a finales del siglo XIII, distribuidas por toda Europa. Así, sus construcciones desarrollaron un estilo con una fuerte personalidad y una gran similitud entre ellas, prescindiendo de los adornos, en consonancia con los preceptos de su orden de ascetismo riguroso y pobreza. Esta arquitectura cisterciense inicial se inscribe en el final del románico.
Bernardo nombró primer abad a su tío Godofredo de Rochetaille, siendo el segundo su sobrino Guillermo de Spiriaco. Era una familia de gran fortuna, que contribuyó a la construcción de la abadía y que permitió dar una gran calidad a la obra.
En los siglos XII y XIII, la abadía fue muy próspera y tenía actividades metalúrgicas y siderúrgicas. En 1259, el rey de Francia san Luis libró la abadía de todo derecho fiscal. En 1269, Fontenay se convirtió en abadía real durante los reinados de Juan II, Carlos VIII y Luis XII. Le afectó el pillaje y el saqueo en varias ocasiones durante la guerra de los Cien Años (1337-1453). Gozó de una influencia creciente hasta el siglo XVI, cuando se instauró el régimen de abades comendatarios, que suprimió la elección de los abades por los monjes en favor del arbitrio real y señaló el principio de la decadencia. Cuando llegó la Revolución francesa solo había una decena de monjes de la abadía, cuando en la Edad Media había llegado a albergar varios centenares.
En 1791, la Revolución francesa suprimió las órdenes religiosas y vendió los bienes de los monasterios. La abadía se vendió por 78.000 francos, con todas sus tierras, a Claude Hugot que la transformó en fábrica de papel, permaneciendo así durante cerca de un siglo. En 1820, la propiedad pasó a Élie de Montgolfier. En 1906, Édouard Aynard, banquero lionés y aficionado al arte, adquirió la abadía, comenzando importantes trabajos de restauración para devolverle su aspecto medieval.
La abadía conserva casi todas sus construcciones primitivas, únicamente el refectorio se perdió en el siglo XVIII, cuando se derrumbó. Entre los edificios conservados, además de los exclusivamente monásticos, se encuentra una tahona con su horno de pan, el palomar, el molino de grano y la forja.
Es Patrimonio Mundial de la Unesco desde 1981.
En 2006 continúa en propiedad de la familia Aynard y puede ser visitada.

## La abadía
La iglesia fue construida de 1127 a 1150 según planta cruciforme y, por sus proporciones, es considerada como una iglesia-tipo de la arquitectura cisterciense. Mide 66 metros de longitud por 8 metros de ancho; el crucero mide 19 metros.
Arquitectónicamente, las características de esta iglesia son:
- Nave central con bóvedas de cañón apuntadas.
- Dos naves laterales con bóvedas de cañón transversales de menor altura que sirven como contrafuertes de la bóveda de la nave central.
- Una cornisa longitudinal en la base de la bóveda.
- Pilares cruciformes con pilastras circulares embebidas que se prolongan, una hasta el arco fajón de la bóveda de la nave central, otras dos en los arcos formeros y la cuarta en la nave lateral.
- Alzado de la nave central de un solo piso con arcos formeros.
- Capiteles muy sencillos, con un dibujo denominado hoja de agua.
- Coro plano con ventanas en el arco testero.
- Transepto con otros cuatro coros secundarios planos (donde los monjes-sacerdotes celebraban su misa diaria).
- Iluminación monocroma, normalmente blanca.

|  |  |  |

El claustro de forma cuadrada está más bajo que la nave y se construyó casi simultáneamente a la iglesia. Tiene una bóveda de cañón apuntada longitudinalmente con aberturas laterales hacia la galería, que está resuelta mediante arcos de descarga de medio punto que apoyan en contrafuertes exteriores. Cada arco de descarga agrupa dos arcos de medio punto, que apoyan en una pareja de columnas. Los sencillos dibujos geométricos de los capiteles son hojas de agua.
|  |  |  |

La sala capitular es cuadrada y su bóveda es de crucería de medio punto, con nervaduras que nacen en pequeñas columnas centrales y en ménsulas distribuidas por las paredes laterales. Esta bóveda clásica cisterciense se repite en otras estancias y es una de las características de estos monasterios.
La estancia está bien iluminada, ya que recibe luz desde el claustro a través de la puerta y de dos arquerías abiertas, y también del lado contrario con ventanas en la pared.
|  |  |

Tanto el escritorio, donde los monjes copiaban sus libros, tan importantes en la meditación y en las ceremonias litúrgicas, como la forja tienen una estructura similar a la sala capitular. Bóvedas de medio punto apoyadas en columnas que se abren como palmeras.
El dormitorio cisterciense, siguiendo la regla de san Benito, era una gran sala comunitaria de una gran sencillez.
Los edificios exteriormente son sencillos, siguiendo la Regla. La iglesia no tiene torres y únicamente destaca la sucesión de los contrafuertes románicos.
|  |  |  |  |